# 森大輔 (野球)
森 大輔（もり だいすけ、1982年8月31日 - ）は、石川県七尾市出身の元プロ野球選手（投手）。石川ミリオンスターズでの登録名は「大輔」。

## 人物・来歴

### プロ入り前
実家はコメ農家で、幼いころから家業を手伝っており、1俵の米を運んでいたという。七尾工業高3年次の2000年、夏の甲子園の石川予選1回戦（輪島実業戦）で23奪三振でノーヒットノーランを記録、2回戦（石川高専戦）では5回を投げ1安打13奪三振と好投するが、先発投手が1点を失い、0-1で敗れた。
「能登のドクターK」、または同じ名前である松坂大輔に憧れていたこともあり「左のダイスケ」と呼ばれ注目を集める。2000年度のNPBドラフト会議前にはオリックス・ブルーウェーブが1位指名候補として森の獲得調査を行っていたが、このころから横浜ベイスターズが獲得前提で周囲に囲い込み工作を始め、高校卒業後すぐにでもプロ入りを希望していた当人の意向に反して「ドラフト解禁後すぐにドラフト指名する」という条件で高校の監督の縁故があった社会人野球チームに進むことに決まる（当時は「当人が腰痛などを理由にプロ入りを希望しない」とされていた）。しかし入社直前になってそのチームがクラブチーム化されることになり、そのチーム側の意向により急遽入社先が三菱ふそう川崎に変更された。
三菱ふそう川崎入社後は伸びのあるストレートとキレのあるスライダーで三振を取るタイプの投手に成長し、社会人2年目の2002年には5月のベーブルース杯でチームを3年連続3度目の優勝に導く活躍を見せて同大会のMVPを受賞、この年に韓国・釜山で行なわれた第14回アジア競技大会野球日本代表にも選出された。また、都市対抗野球でも補強選手となっていた（登板はなし）。
しかし社会人3年目となる2003年に肘痛を発症、さらに肘を庇いながら投げるうちにイップスも発症する。本人によると肘痛を発症した時点でチーム関係者から心無い言葉をかけられたり、故障について相談できないままチーム内で孤立していったと述懐している。また、イップスの原因について松坂大輔がキャンプで365球の投げ込みを行ったという新聞記事に触発されて無理に投げ込みを行ったところそのスタミナを意識した投げ方がそれまでの本人の豪快な投げ方との間に違和感を生み悪化させていったのではないかと述懐している。
結局これらの影響によりストライクが入らなくなり試合での登板機会はなくなった。しかし3年前に密約を交わして囲い込みを行った横浜はその責任を取る形で2003年のドラフト会議で森を獲得することとなった。森は同年11月5日、自由獲得枠で横浜に入団することが決まり、同月19日のドラフト会議で契約締結内定を確認、同月27日に契約金1億円+出来高払い5000万円、年俸1500万円の契約条件で横浜と契約した。背番号は15。また七尾市出身のプロ野球選手は森が初だった。だがこの段階でもイップスから回復する傾向は一向にみえず本人は「このままプロに入っていいのか？」という不安を拭い去れなかったという。

### 横浜時代
入団1年目の春季キャンプは一軍でスタート。第2クールまでは個人練習が主だったため快調な滑り出しをみせ、当時の山下大輔監督が「開幕一軍」を明言するほどだった。
ところが、第3クールに入って投内連携などチーム練習が始まるとテレビの野球中継に出てきた名前に周りを取り囲まれているという雰囲気に飲み込まれ「投げるところぜんぶが怖い、投げられない」という威圧感を背負ってイップスが再発。本人いわく「投げ方はカチャカチャとぎこちなくなるし、ブルペンに入ればキャッチャーの構えたところにほとんどいかない」という有様で即二軍降格となる。二軍でも個人練習時にはチーム関係者に「なんでこれで二軍に落ちるんだよ！」と驚かれるほどのパフォーマンスをみせたが、実戦形式の練習になると自身でも制御不能な状態に陥ることの繰り返しとなり、やがて重度のイップスであることが、チームの誰もが知るところとなった。
その後もフォームをつくり直す努力をしたり、個人的にサイコセラピストの指導を受けるなどしてメンタル面から再生に取り組むなど努力を続けたものの、復活への足がかりがつかめないまま、入団からわずか3年目の2006年限りで戦力外通告を受けた。
解雇後、一時は野球をやめることも考えたが、周囲の励ましを受け現役続行を決意。2007年12球団合同トライアウトに参加したが球速は120km/h台と以前の速球は鳴りを潜め、NPB復帰はならなかった。

### BCリーグ時代
2008年7月、練習生としてBCリーグの石川ミリオンスターズに入団、2009年6月19日、正式にミリオンスターズへの入団が決定した。登録名は大輔であった。同年7月25日に念願の初勝利を挙げる。
しかし2011年6月30日に自由契約となり、石川を退団した。退団後はBCリーグからの紹介で医療機器メーカー・白寿生科学研究所に就職した。

## 詳細情報

### 年度別投手成績
- 一軍公式戦出場なし

### 独立リーグでの投手成績
| 年 度    | 球 団    | 登 板 | 完 投 | 勝 利 | 敗 戦 | セ I ブ | 勝 率 | 打 者 | 投 球 回 | 被 安 打 | 被 本 塁 打 | 与 四 球 | 与 死 球 | 奪 三 振 | 暴 投 | ボ I ク | 投 手 失 策 | 失 点 | 自 責 点 | 防 御 率 | 奪 三 振 率 | W H I P |
| -------- | -------- | ----- | ----- | ----- | ----- | ------- | ----- | ----- | -------- | -------- | ----------- | -------- | -------- | -------- | ----- | ------- | ----------- | ----- | -------- | -------- | ----------- | ------- |
| 2009     | 石川     | 11    | 2     | 5     | 3     | 0       | .625  | 220   | 52.2     | 30       | 1           | 27       | 3        | 30       | 5     | 0       | 5           | 15    | 11       | 1.88     | 5.13        | 1.08    |
| 2010     | 石川     | 26    | 2     | 5     | 7     | 0       | .417  | 449   | 102.2    | 99       | 4           | 43       | 6        | 61       | 4     | 0       | 1           | 50    | 35       | 3.07     | 5.35        | 1.38    |
| 2011     | 石川     | 6     | 0     | 1     | 2     | 0       | .333  | 81    | 15.0     | 15       | 0           | 22       | 1        | 9        | 3     | 0       | 1           | 13    | 11       | 6.60     | 5.40        | 2.46    |
| 通算:3年 | 通算:3年 | 43    | 4     | 11    | 12    | 0       | .478  | 750   | 170.1    | 144      | 5           | 92       | 10       | 100      | 12    | 0       | 7           | 78    | 57       | 3.02     | 5.29        | 1.39    |

- 各年度の太字はリーグ最高

### 背番号
- 15 （2004年 - 2005年）
- 50 （2006年）
- 42 （2009年 - 2011年）